# Jorge Salazar
Jorge Salazar Argüello (Managua, 8 de septiembre de 1939 - El Crucero, 17 de noviembre de 1980) fue un caficultor, político y empresario nicaragüense que fue presidente de la Unión de Productores Agropecuarios de Nicaragua (UPANIC) y vicepresidente del Consejo Superior de la Empresa Privada (COSEP) que estuvo a punto de convertirse en el líder de la oposición al gobierno sandinista, hasta su muerte a manos de las fuerzas de la Dirección General de Seguridad del Estado (DGSE). 

## Biografía
Salazar Argüello nació en Managua, el 8 de septiembre de 1939, hijo de Leopoldo Salazar Amador y Esmeralda "Meyaya" Argüello, también tenía dos hermanas. Su padre, un capitán de la Guardia Nacional (GN), se retiró en 1941, y Jorge se crio en la finca de café de su familia en Santa María de Ostuma en Matagalpa. Recibió su educación secundaria en el Colegio Centroamérica, en Granada y la Academia Militar Culver en los Estados Unidos, y después fue a la universidad en Brasil. Se casó con Lucía Amada Cardenal Caldera, hermana de Gabriel Cardenal Caldera, héroe y mártir de la guerrilla Frente Sandinista de Liberación Nacional (FSLN), con quien tuvo cuatro hijos: Karla Isabel, Jorge Leopoldo, Claudia y Lucía. 
Durante la caída de la dictadura somocista Salazar había organizado a los productores de café en Matagalpa y el norte del departamento de Zelaya en una cooperativa, que bloqueó los esfuerzos del FSLN para absorberlos en organizaciones patrocinadas por dicho partido. Como el líder más carismático de la oposición comenzó a reunir a su alrededor a un público más amplio. Se convirtió en una figura clave en el opositor COSEP.

## Asesinato
A mediados de 1980, se creía que estaba en contacto con los oficiales disidentes del Ejército Popular Sandinista (EPS) que le ayudarían a oponerse al liderazgo. El 17 de noviembre del mismo año, cuando Salazar llegó al lugar previsto en El Crucero, llegaron agentes de la DGSE a la escena. Salazar llegó solo y no estaba armado, pero de acuerdo con informes del gobierno sandinista, hubo un tiroteo. Al final Salazar fue asesinado y una bolsa con armas pequeñas como pruebas falsas fue lanzada a través del parabrisas trasero de su jeep Cherokee, para incriminar a él y sus asociados en el furor de la atención de la prensa que siguió al crimen. Fue enterrado en el Cementerio General de Managua en la cripta de su familia. El crimen acentuó el conflicto entre el Cosep y el gobierno causado por la obstaculización –durante ese año 1980– de las actividades de proselitismo político del partido Movimiento Democrático Nicaragüense (MDN) por parte del Ministerio del Interior dirigido por el comandante Tomás Borge, miembro de la Dirección Nacional del FSLN. El Cosep se había retirado del Consejo de Estado por dichas obstaculizaciones.

## Consecuencias
Salazar ya había sacado del país a su familia. Después de su muerte su viuda, Lucía Cardenal de Salazar, se convirtió en un miembro de la dirección política de la Fuerza Democrática Nicaragüense (FDN), el 8 de diciembre de 1982. Ese mismo mes el FDN formó la Fuerza de Tarea Jorge Salazar, que se convertiría en la unidad más grande y más famosa de los rebeldes contras.
El 18 de octubre de 1984 el Cosep aprobó una moción para celebrar la fecha del natalicio de Jorge Salazar como el Día del Sector Privado. Los empresarios antisandinistas continuaron celebrando ese día, incluso después de las elecciones de 1990 que perdió el FSLN. El 16 de julio de 2004 el presidente Enrique Bolaños firmó un decreto estableciendo oficialmente el 8 de septiembre como el Día Nacional del Empresario Nicaragüense.
En la Nicaragua postsandinista, su mujer se desempeñó como Cónsul General de Nicaragua en Miami, Estados Unidos, mientras que su hijo Jorge fue Ministro del Ambiente y Recursos Naturales y su hija Lucía ha sido Presidenta del Instituto Nicaragüense de Turismo (INTUR).